# Elton John
Sir Elton Hercules John CH CBE (født Reginald Kenneth Dwight; 25. marts 1947) er en engelsk sanger sangskriver, pianist og komponist. Han har samarbejdet med tekstforfatter Bernie Taupin siden 1967 på mere end 30 album, og John har solgt over 300 millioner album. Det gør ham til en af de bedst sælgende musikere nogensinde. Han har mere end 50 Top 40 hits på UK Singles Chart og den amerikanske Billboard Hot 100 med syv nummer 1-hits i Storbritannien og ni i USA. Hans hyldestsingle "Candle in the Wind 1997", en genskrevet dedikation til Diana, prinsesse af Wales, har solgt over 33 millioner eksemplarer på verdensplan, og det er en af de bedst sælgende singler nogensinde i både Storbritannien og USA. Han har også produceret plader og medvirket i film ved forskellige lejligheder. Han ejede Watford F.C. fra 1976 til 1987 og fra 1997 til 2002. Han er ærespræsident for klubben på livstid.
Han opvoksede i Pinner-området i Greater London og lærte tidligt at spille klaver. I 1962 havde han dannet bandet Bluesology, der spillede R&B, som han spillede med indtil 1967. Han mødte sin musikalske partner Taupin i 1967 efter de begge havde svaret på en annonce for sangskrivere. To år senere skrev de til andre kunstnere som Lulu, og John arbejdede som sessionsmusiker for kunstnere som the Hollies og the Scaffold. I 1969 udkom hans debutalbum, Empty Sky. I 1970 blev hans første hitsingle, "Your Song", fra hans andet album, Elton John, hans første top 10 hit i både Storbritannien og USA. Hans kommercielt mest succesfulde periode, 1970–1976, inkluderede Honky Château (1972), Don't Shoot Me I'm Only the Piano Player (1973), Goodbye Yellow Brick Road (1973) og hans første Greatest Hits opsamlingsalbum — hvor de sidste to er blandt de bedst sælgende albums nogensinde: han har også haft succes i musicalfilm og teater og har komponeret musik til Løvernes Konge og musicalen af samme navn, Aida og Billy Elliot the Musical.
John har modtaget fem Grammy Awards, fem Brit Awards også for Outstanding Contribution to Music; to Academy Awards, to Golden Globes, a Tony Award, en Disney Legends Award og en Kennedy Center Honor. I 2004 rangerede Rolling Stone som nummer 49 på listen over de 100 mest indflydelsesrige musikere i rock and roll-æraen. I 2013 rangerede Billboard ham som den mest succesfulde mandlige solokunstner på ''Billboard'' Hot 100 Top All-Time Artists, og den tredje på den samlede liste efter the Beatles og Madonna. Han blev indskrevet i Songwriters Hall of Fame i 1992 og Rock and Roll Hall of Fame i 1994, og blev fellow i British Academy of Songwriters, Composers and Authors. Han blev slået til ridder af dronning Elizabeth 2. for "bidrag til musik og velgørenhed" i 1998.
John har været involveret i kampen mod AIDS siden slutningen af 1980'erne. I 1992 etablerede han Elton John AIDS Foundation, og året efter begyndte han at være vært på sin årlige Academy Awards fest, der er blevet en af største og mest prestigefyldte Oscar-fester i Hollywoods filmindustri. Fonden har indsamlet over £300 mio.. John har optrådt til adskillige kongelige begivenheder, heriblandt Prinsesse Dianas begravelse i Westminster Abbey i 1997, Party at the Palace i 2002 og dronningens Diamond Jubilee Concert uden for Buckingham Palace i 2012. John, der annoncerede at være biseksuel i 1976 og har været åbent homoseksuel siden 1988, indgik et registreret partnerskab med David Furnish den 21. december 2005; de blev gift, efter homovielse blev legaliseret i England og Wales i 2014. Emmanuel Macron kaldte ham et "melodisk geni" og roste hans arbejde for LGBT-miljøet da han tildelte ham Frankrigs fornemste civile pris i 2019. I 2018 begyndte John sin tre år lange farewell tour.

## Barndom
Stanley Dwight havde spillet trompet i et amerikanskinspireret big band Bob Miller and The Millermen. Han og Sheila var ivrige købere af musik og introducerede deres søn for pianisterne Winifred Atwell, Nat King Cole, George Shearing og sangerne Rosemary Clooney, Frank Sinatra, Kay Starr, Johnny Ray, Guy Mitchell, Jo Stafford og Frankie Laine.
Som treårig begyndte Reginald at spille klaver, og som fireårig stod det klart for forældrene, at han havde særligt talent for klaver, som han ofte spillede til familiesammenkomster og fester. Som niårig opdagede Reginald kongen af rock 'n' roll, Elvis Presley. Snart begyndte hans mor at købe plader med rock 'n' roll til sin søn med kunstnere som netop Elvis Presley og Bill Haley & His Comets. Som 11-årig fik Reginald et stipendium på musikkonservatoriet, The Royal Academy of Music og besluttede sig for at vie sit musikalske talent til rock 'n' roll-genren.
Reginald foretrak at spille efter gehør. Professor Helen Piena har fortalt, at første gang Reginald trådte ind på musikkonservatoriet, spillede hun et fire-siders stykke af Händel, som han straks spillede for hende, som var det en grammofonplade.[kilde mangler] Reginald elskede at spille Chopin og Bach og synge i kor om lørdagen på musikkonservatoriet, men var på den anden side ikke specielt flittig i klassisk musik.[kilde mangler]
Som han huskede årtier efter: "Jeg blev på en måde fortørnet over at gå på Musikkonservatoriet. Jeg var en af den slags elever, der kunne slippe igennem uden at øve og alligevel bestå mine eksaminer". Nogle gange ville han hellere pjække og køre rundt i undergrundsbanen. Alligevel så Piena Reginald som en mønsterelev.[kilde mangler]

## Diskografi

### Studiealbums
- 1969 – Empty Sky
- 1970 – Elton John
- 1970 – Tumbleweed Connection
- 1971 – Madman Across the Water
- 1972 – Honky Château
- 1972 – Don't Shoot Me I'm Only the Piano Player
- 1973 – Goodbye Yellow Brick Road
- 1974 – Caribou
- 1975 – Captain Fantastic and the Brown Dirt Cowboy
- 1975 – Rock of the Westies
- 1976 – Blue Moves
- 1978 – A Single Man
- 1979 – Victim of Love
- 1980 – 21 at 33
- 1981 – The Fox
- 1982 – Jump Up!
- 1983 – Too Low for Zero
- 1984 – Breaking Hearts
- 1985 – Ice on Fire
- 1986 – Leather Jackets
- 1988 – Reg Strikes Back
- 1989 – Sleeping with the Past
- 1992 – The One
- 1995 – Made in England
- 1997 – The Big Picture
- 2001 – Songs from the West Coast
- 2004 – Peachtree Road
- 2006 – The Captain and the Kid
- 2013 – The Diving Board
- 2016 – Wonderful Crazy Night
- 2021 – Regimental Sgt. Zippo